# Мертон, Роберт Кархарт
Роберт Кархарт Ме́ртон (англ. Robert Carhart Merton; род. 31 июля 1944, Нью-Йорк) — американский экономист, лауреат Нобелевской премии по экономике (1997) «за новый метод определения стоимости производных ценных бумаг». Сын известного социолога Роберта Кинга Мертона.
Член Национальной академии наук США (1993).

## Биография
Учился в Колумбийском университете (бакалавр, инженерная математика, 1966) и Калифорнийском технологическом институте (магистр, прикладная математика, 1967). Степень доктора по экономике получил в 1970 году в Массачусетском технологическом институте. Затем преподавал до 1988 года в MIT Sloan школа менеджмента. В 1988—2010 годах профессор школы бизнеса Гарвардского университета. С 2010 года профессор Школы менеджмента Слоуна.
Его фундаментальный вклад в экономику финансов заключается в разработке оригинального метода выведения «формулы Блэка — Шоулза», используемой для стоимостной оценки опционов, что сделало возможным её широкое применение.
В 2003 году Мертон был замешан в скандале вокруг американского хедж-фонда Long-Term Capital Management, в котором являлся одним из партнёров, наряду с другим нобелевским лауреатом Майроном Шоулзом. Фонд обвинялся в уклонении от уплаты налогов, а консультантом на судебном процессе выступал лауреат Нобелевской премии по экономике 2001 года Джозеф Стиглиц.
В 1966 году женился, в браке родились два сына и дочь. В 1996 году развёлся.

## Сочинения
- «Теория рационального ценообразования опционов» (Theory of rational option pricing, 1973)
- Боди З.[англ.], Мертон Р. Финансы = Finance (1998) / Редактор: В. А. Кравченко. — М.: Вильямс, 2007. — 347 с. — ISBN 978-5-8459-0946-6; 0-1331-0897-X; 978-5-907144-32-3.
- «Глобальная финансовая система: функциональная перспектива» (The Global Financial System: A Functional Perspective, в соавторстве с шестью авторами, 1995)

## Общественная деятельность
В 2016 году подписал письмо с призывом к Greenpeace, Организации Объединённых Наций и правительствам всего мира прекратить борьбу с генетически модифицированными организмами (ГМО).